# Vuren (dorp)
Vuren is een dorp in de Nederlandse provincie Gelderland in de gemeente West Betuwe aan de rivier de Waal. Het dorp telt 2.185 inwoners (2023), waarvan 240 in het buitengebied.
In de directe omgeving liggen de stad Gorinchem, Dalem, Herwijnen, Leerdam en recreatiegebied ‘Het Lingebos’.

## Historie
Het ontstaan van de nederzetting Vuren is niet precies te achterhalen. De eerste vermeldingen dateren uit de periode 850 tot 950. Dat Vuren in deze periode als nederzetting is ontstaan is onder andere af te leiden uit de, nu nog herkenbare, structuur van het dorp. De akkers werden op de stroomruggen aangelegd en de afwatering geschiedde op natuurlijke wijze richting de rivier en lager gelegen kommen. Dit complex bouwland werd aangeduid met 'eng' of 'enk', in Vuren bekend als het gebied tussen de Waaldijk en de Mildijk. De nederzetting bestond uit 5 tot 20 boerderijen aan de rand van de akkers. Dit was het gebied tussen de kalkzandsteenfabriek en de Steeg. De rivierdijk bestond toen nog niet.
De nederzetting Vuren ontstond rond 900 na Chr. op een oeverwal langs de Waal. De hoofdzakelijk van landbouw levende bevolking had zich hier op het westelijkste puntje van de westelijke Tielerwaard gevestigd. De nederzetting ontleende haar naam aan deze plaats die een afgeleide was van ‘vooraangelegen’, denk maar aan vergelijkbare plaatsen in België en Nederland: Veurne en Voorne.
Het zoeken naar bescherming tegen het overstromingswater leidde tussen de tiende en dertiende eeuw tot de bedijking van de nederzetting, waarbij als eerste de Zeivingen (zijvang of zijving), vervolgens de Achterdijk en ten slotte de rivierdijk werden aangelegd. De eerste adellijke heren van Vuren doken in de dertiende eeuw op in de Gelderse leenregisters. Begin veertiende eeuw stierven zij uit en kwam de heerlijkheid Vuren in handen van een jongere tak van de Arkels, de heren van Asperen, die iets ten westen van de oude kerk aan de Waaldijk het kasteel de Tumelenborch bouwden. Door deze Arkelse binding zou Vuren ook betrokken raken bij de Arkelse Oorlog tussen Jan van Arkel en de graaf van Holland die tussen 1401 en 1412 in de streek rond Gorinchem woedde.
Eind vijftiende eeuw stierven de heren van Asperen van Vuren in rechte lijn uit. Nadat de heerlijkheid Vuren achtereenvolgens in het bezit van de heren van Duyn van Werkendam en van Haaften van Gameren was overgegaan, keerde zij in het midden van de zestiende eeuw weer terug in de handen van een andere tak van de Asperens. Deze heren van Asperen van Vuren bekleedden belangrijke posten in de westelijke Tielerwaard zoals dat van dijkgraaf.
Vuren had, net als de overige plaatsen in Vijfheerenlanden, regelmatig te lijden van watersnoden. Verschillende keren per eeuw braken de Waaldijken door waardoor de bevolking en de heer van Vuren sterk verarmden, zozeer zelfs dat niet lang na het rampjaar 1672, toen de Fransen de Tumelenburg verwoestten, het dijkonderhoud niet langer betaald kon worden en de heerlijkheid in 1681 door de toenmalige heer van Vuren, Junier van Bronkhorst, werd verlaten. De Staten van het Kwartier van Nijmegen moesten het bestuur overnemen en slaagden er pas in 1734 in de heerlijkheid Vuren, samen met Dalem en Marienweerd bij Beesd, te verkopen aan de graaf van Bylandt. Deze bouwde een nieuw ‘kasteel’ in Engelse landhuisstijl op de fundamenten van de oude Tumelenburg.
Was er eind zeventiende eeuw door de Utrechtse steenbakkersfamilie Pothuysen een steenoven opgericht op de Hondswaard, een eeuw later volgde de vestiging van een glashut in de nabijheid van de Vurense korenmolen door leden van de familie Pelgrim, die ook in Leerdam glashutten bezaten. In 1771 kocht Gerard Meerman de heerlijkheid Vuren en Dalem van Carel van Bylandt. Deze Meermannen hielden Vuren en Dalem in bezit tot 1822 toen de in de Franse tijd rijk geworden Rotterdamse koopman Jan Viruly de beide heerlijkheden van de erfgenamen kocht en ze bestemde voor zijn zoon Michiel. De Viruly’s bezaten vrijwel alle grond en industrie in Vuren en Dalem, totdat ze in 1895 naar Gorinchem vertrokken en het kasteel lieten slopen. Toch mogen hun oudste zonen zich tot op de dag van heden Viruly van Vuren en Dalem noemen.
De Vurense bevolking groeide geleidelijk gedurende de eeuwen, ondanks de vele watersnoden en afwateringsproblemen. De polderbemaling moest eerst van natuurlijke lozing op de Waal overstappen op windbemaling met een binnen- en een buitenmolen op de Hondswaard om na 1825 via de Dalemse polder het water op de Oostgracht van Gorinchem en vandaar op de Linge te brengen. Na 1870 werd de afwatering overgenomen door het stoomgemaal Constantia Adriana aan de Spijkse dijk.
De Afscheiding, die in Vuren in 1835 plaatsvond, zou de samenleving doen scheuren. Na vervolgingen en gevangenzettingen zouden in de jaren veertig en vijftig verschillende afgescheiden Vurense families ds. H.P. Scholte naar Pella in Amerika volgen om een nieuw bestaan op te bouwen. De hongersnood die volgde op enkele jaren van aardappelziekte (1844-1845) was daar mede debet aan.
Het fort bij Vuren werd aangelegd in de jaren 1844-1849 en maakte deel uit van de Nieuwe Hollandse Waterlinie. Het is een Rijksmonument.
Als gevolg van de dreigende dijkdoorbraken in 1995 en 1998 moest de Waaldijk opnieuw verzwaard en verhoogd worden, hetgeen rond het nieuwe millennium was voltooid.

## Economische ontwikkeling
In de jaren zestig van de twintigste eeuw kwamen diverse ontwikkelingen in Vuren in een versnelling. De ruilverkaveling, dijkverzwaringsplannen en de vestiging van nieuwe bedrijven, onder andere van de uit Utrecht overgekomen chemische industrie van de Wed. P. Smits, Vuren HAWA, Wago en Kleyn Trucks op een nieuw industrieterrein langs de Zeiving, gaven het oude dijkdorp een geheel ander aanzien. De uitbreiding van de in 1902 op de plaats van de gesloopte glashut gebouwde kalkzandsteenfabriek Loevestein en de oprichting van een cellenbetonfabriek in 1952, bekend onder de namen Durox, later Ytong en weer later Xella betekenden naast de oude baksteenindustrie een andere invulling van de oude uiterwaarden. De kern van het dorp verhuisde naar een nieuwbouw tussen de nieuwe Graaf Reinaldweg en de Waaldijk. In de jaren negentig hield de baksteenfabricage in Vuren op, in 2002 volgde na honderd jaar de sluiting van de kalkzandsteenfabriek.

## Bestuurlijke ontwikkeling
De op 1 januari 1812 bestaande gemeente droeg de naam Dalem. Op 1 januari 1818 werd de naam van de gemeente veranderd in Vuren. Op 1 januari 1986 hield de gemeente Vuren op te bestaan. Dalem kwam bij Gorinchem en Vuren werd samengevoegd met de gemeente Herwijnen en de vroegere Zuid-Hollandse gemeenten Asperen en Heukelum (met Spijk) tot een nieuwe gemeente met als werknaam Vuren. Op 3 januari 1987 werd de naam veranderd in Lingewaal. Op 1 januari 2019 ging Lingewaal met Vuren over in de gemeente West Betuwe.

## Muziek in het dorp
Sinds bijna een eeuw zorgt 'Harp en Luit' voor muziek in het dorp. Aanvankelijk als fanfare, later als brassband. Deze band heeft een echte regiofunctie aangezien er in de omtrek enkel fanfares en harmonie-orkesten actief zijn. Naast deelnames aan festivals en concoursen is de band ook muzikaal betrokken bij dorpsactiviteiten als Koningsdag, Dodenherdenking en het binnenhalen van Sinterklaas nabij Fort Vuren.

## Verkeer en vervoer
Vuren is met de auto bereikbaar via de A15 en N830 (plaatselijk ook wel bekend als Graaf Reinaldweg).

### Bus
Er rijdt één buslijn langs het dorp Vuren: lijn 47 van Geldermalsen naar Gorinchem.

## Onderwijs
• Basisschool CBS Het Kompas

## Sport
• Voetbalvereniging  VV Vuren

## Geboren
- Jaantje Struik (1848-1908) Nederlandse oplichtster